# Dům U Hřebene
Dům U Hřebene je dům čp. 600 na Starém Městě v Praze na křižovatce Celetné a Štupartské. Dnešní dům je neorenesanční stavba z let 1883–1884. Na jeho místě před tím stával starý barokní dům, zbořený v roce 1882.

## Starý dům
První zpráva o domu pochází z doby před rokem 1346 a již tehdy šlo, soudě podle ceny, o velký dům. V roce 1725 byl dům dvoupatrový a v roce 1769 byl již spojený s vedle stojícím domem. V roce 1882 byl zbořen.

## Nový dům
Na místě starého domu byl v následujících dvou letech postaven dům nový. V roce 1934–1937 byl upravován, další úpravy prodělal v letech 1948 a 1993.
U domu směrem ke Staroměstskému náměstí je malé prostranství s malou kašnou z roku 1988.

## Adresa domu
- Celetná 600/7
- Štupartská 600/2